# WEC 44
WEC 44: Brown vs. Aldo foi um evento de MMA promovido pelo World Extreme Cagefighting. Ocorrido em 18 de Novembro de 2009 no The Pearl at The Palms em Las Vegas, Nevada.

## História
Anthony Pettis era esperado para enfrentar Rob McCullough no evento, porém ele foi forçado a se retirar da luta devido a uma lesão, e foi substituído pelo estreante Karen Darabedyan.
A a luta de pesos leves entre Danny Castillo e Alex Karalexis era esperada para acontecer nesse evento, porém mais tarde foi cancelada. Ambos permaneceram no card porém com adversários diferentes, Castillo enfrentou Shane Roller, e Karalexis enfrentaria Kamal Shalorus. Porém, Karalexis quebrou a mão e teve que abandonar o combate, e foi substituído pelo estreante Will Kerr. 

## Resultados

### Card Preliminar
- Luta de Peso Galo:  Seth Dikun vs.  Frank Gomez

Gomez venceu por Decisão Unânime (30–27, 30–27 e 29–28).
- Luta de Peso Leve:  Ricardo Lamas vs.  James Krause

Lamas vence por Decisão Unânime (30–27, 30–27 e 30–27).
- Luta de Peso Galo:  Antonio Banuelos vs.  Kenji Osawa

Banuelos venceu por Decisão Unânime (29–28, 29–28 e 29–28).
- Luta de Peso Pena:  Cub Swanson vs.  John Franchi

Swanson venceu por Finalização (guilhotina) aos 4:50 do terceiro round.
- Luta de Peso Pena:  Diego Nunes vs.  LC Davis

Davis venceu por Decisão Unânime (30–26, 30–26 e 30–26).

### Card Principal
- Luta de Peso Leve:  Kamal Shalorus vs.  Will Kerr

Shalorus venceu por Nocaute Técnico (golpes) aos 1:26 do primeiro round.
- Luta de Peso Leve:  Danny Castillo vs.  Shane Roller

Roller venceu por Finalização (mata leão) aos 3:32 do terceiro round.
- Luta de Peso Leve:  Rob McCullough vs.  Karen Darabedyan

Darabedyan venceu por Decisão Dividida (30–27, 27–30 e 29–28).
- Luta de Peso Pena:  Manny Gamburyan vs.  Leonard Garcia

Gamburyan venceu por Decisão Unânime (30–27, 29–28 e 29–28).
- Luta pelo Cinturão Peso Pena bout:  Mike Brown (c) vs.  José Aldo

Aldo venceu por Nocaute Técnico (golpes) aos 1:20 do segundo round e se tornou o novo Campeão do WEC.

## Bônus da Noite
Os lutadores foram premiados com o bônus de $10,000.
- Luta da Noite (Fight of the Night):  Cub Swanson vs.  John Franchi
- Nocaute da Noite (Knockout of the Night):  José Aldo
- Finalização da Noite (Submission of the Night):  Shane Roller

## Pagamentos
Os pagamentos dos lutadores, sem incluir os bônus da noite.
- José Aldo: $26,000 (incluindo $13,000 bônus de vitória) venceu Mike Brown: ($15,000)
- Manvel Gamburyan: $36,000 ($18,000 bônus de vitória) venceu Leonard Garcia: ($14,000)
- Karen Darabedyan: $6,000 ($3,000 bônus de vitória) venceu Rob McCullough: ($20,000)
- Shane Roller: $24,000 ($12,000 bônus de vitória) venceu Danny Castillo: ($9,500)
- Kamal Shalorus: $6,000 ($3,000 bônus de vitória) venceu Will Kerr: ($2,000)
- LC Davis: $14,000 ($7,000 bônus de vitória) venceu Diego Nunes: ($5,000)
- Cub Swanson: $18,000 ($9,000 bônus de vitória) venceu John Franchi: ($4,000)
- Antonio Banuelos: $12,000 ($6,000 bônus de vitória) venceu Kenji Osawa: ($6,000)
- Ricardo Lamas: $8,000 ($4,000 bônus de vitória) venceu James Krause: ($2,000)
- Frank Gomez: $6,000 ($3,000 bônus de vitória) venceu Seth Dikun: ($3,000)